# Lijst van voetbalinterlands Azerbeidzjan - Bosnië en Herzegovina (vrouwen)
Deze lijst van voetbalinterlands is een overzicht van alle officiële voetbalinterlands tussen de nationale vrouwenteams van Azerbeidzjan en Bosnië en Herzegovina. De landen hebben tot nu toe twee keer tegen elkaar gespeeld.

## Wedstrijden
| № | Plaats   | Datum            | Competitie           | Wedstrijd                            | Uitslag |
| - | -------- | ---------------- | -------------------- | ------------------------------------ | ------- |
| 1 | Sarajevo | 7 april 2022     | WK 2023 kwalificatie | Bosnië en Herzegovina − Azerbeidzjan | 1 − 0   |
| 2 | Bakoe    | 6 september 2022 | WK 2023 kwalificatie | Azerbeidzjan − Bosnië en Herzegovina | 1 − 1   |

## Samenvatting
| Competitie      | Totaal gespeeld | Winst Azerbeidzjan | Gelijk | Winst Bosnië en Herzegovina | Doelsaldo Azerbeidzjan – Bosnië en Herzegovina |
| --------------- | --------------- | ------------------ | ------ | --------------------------- | ---------------------------------------------- |
| WK-kwalificatie | 2               | 0                  | 1      | 1                           | 1 − 2                                          |
| Totaal          | 2               | 0                  | 1      | 1                           | 1 − 2                                          |